# Francesc Casares
Francesc Casares Potau (Tarragona, 1927-16 de noviembre de 2016) fue un abogado laboralista y político español.

## Biografía
Se licenció en Derecho en la Universidad de Barcelona en 1950. Formó parte de la organización clandestina de oposición al franquismo, Frente Universitario de Cataluña, y en 1951 comenzó a ejercer como abogado, especializándose en Derecho laboral. Orientó su despacho hacia la defensa de los trabajadores y, durante los años de la dictadura franquista, en la defensa ante el Tribunal de Orden Público de los ciudadanos perseguidos en la lucha por las libertades democráticas. Participó desde sus inicios en las actividades de la Asociación para las Naciones Unidas, de la cual fue presidente honorario. También fue presidente de la Federación Catalana de Organizaciones no gubernamentales en defensa de los Derechos Humanos y de la Asociación Catalana de Juristas en defensa de la lengua propia. Fue vocal del órgano consultivo, Consejo de Trabajo, Económico y Social de Cataluña (en catalán: Consell de Treball, Econòmic i Social de Catalunya) y formó parte de la Junta Directiva del Institut per a la Reinserció Social (IRES).
Fue diputado del Parlamento de Cataluña por el Partido de los Socialistas de Cataluña (PSC). En 1988 le fue concedida la Cruz de la Orden de San Raimundo de Peñafort, y en 2004 la medalla de honor del Colegio de Abogados de Barcelona y la Cruz de Sant Jordi. En 2008 recibió la Medalla al Trabajo Presidente Macià que otorga el Gobierno de la Generalidad de Cataluña.